# Corozal (Los Santos)
Corozal è un comune (corregimiento) della Repubblica di Panama situato nel distretto di Macaracas, provincia di Los Santos. Si estende su una superficie di 24,7 km² e conta una popolazione di 625 abitanti (censimento 2010).